# Tom McClintock

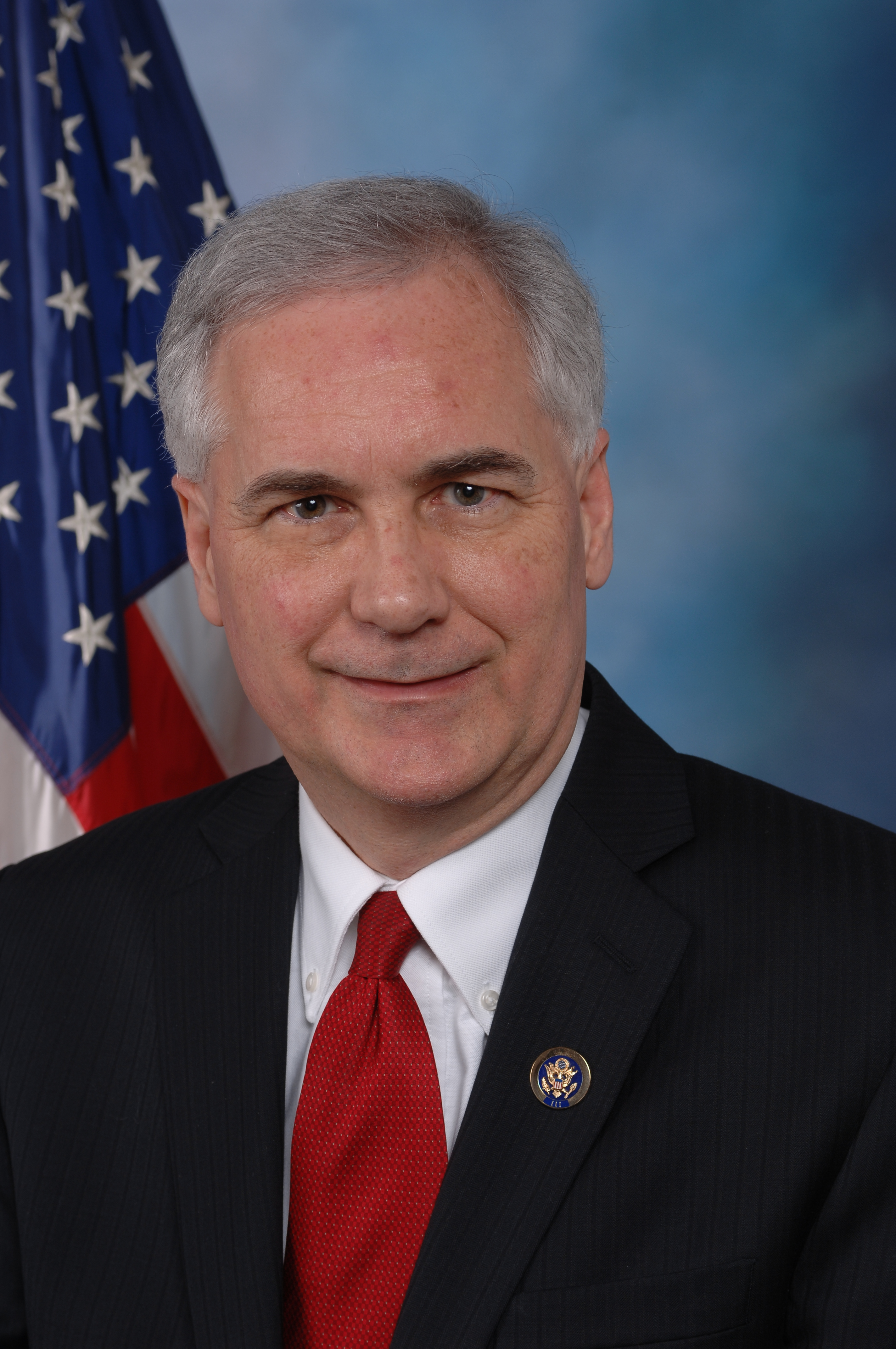
Tom McClintock em 2011.

Thomas Miller McClintock II (nascido em 10 de julho de 1956) é um político da Califórnia. É o representante do 4º Distrito Congressional da Califórnia desde 2005. McClintock concorreu na Eleição para governador da Califórnia em 2003 e para vice-governador em 2006, perdendo ambas as vezes. McClintock é batista.